# Blow Up Your Video
| 평가 점수                        | 평가 점수 |
| 출처                             | 점수      |
| -------------------------------- | --------- |
| AllMusic                         | [ 1 ]     |
| Christgau's Record Guide         | C+        |
| Collector's Guide to Heavy Metal | 6/10      |
| Rolling Stone                    | [ 4 ]     |

《Blow Up Your Video》는 오스트레일리아의 하드 록 밴드 AC/DC의 열한 번째 스튜디오 음반이다. 그리고 이 밴드가 국제적으로 발매된 열 번째 스튜디오 음반이자 오스트레일리아에서 발매된 열한 번째 음반이다. 1988년 1월 18일, 유럽과 오스트레일리아에서 처음 발매되었으며, 이후 1988년 2월 1일에 미국에서 발매되었다. 이 음반은 맬컴 영 (기타), 앵거스 영 (기타), 브라이언 존슨 (보컬)이 작곡한 모든 곡으로 1987년 8월부터 9월 사이에 프랑스 르 발의 미라발 스튜디오에서 녹음되었고, AC/DC 리마스터즈 시리즈의 일부로 2003년에 다시 발매되었다.

## 녹음
《Blow Up Your Video》의 작사, 작곡 세션은 1987년 7월, 런던의 노미스 스튜디오에서 열렸으며, 밴드는 8월과 9월에 프랑스 남부 프로방스의 르발 스튜디오 미라벌에서 밴드 초기 음반의 제작팀인 해리 반다와 조지 영과 함께 소집되었다. 이 음반은 또한 드러머 사이먼 라이트가 참여한 마지막 스튜디오 음반이었다.
2008년 《롤링 스톤》에서 조지 영은 데이비드 프릭케에게 《Blow Up Your Video》 세션은 항상 술을 많이 마시던 그의 형 맬컴이 알코올 의존증에 빠져 있다는 것을 깨달았을 때라고 인정했다. "표시를 봤어요. 맬컴에게 문제가 있었어요. 저는 그가 행동을 취하지 않으면, 저는 그곳에서 빠져나왔다고 말했어요. 효과가 있었던 기억이 없습니다."
이 밴드는 미발표곡인 〈Let It Loose〉와 〈Alright Tonight〉을 비롯해 다른 버전의 〈Heatseeker〉, 〈That's the Way I Wanna Rock 'n' Roll〉 등 총 16곡을 녹음했다. 두 곡의 추가곡인 〈Snake Eye〉와 〈Borrowed Time〉은 녹음되었지만 음반에는 수록되지 않았다. 〈Down on the Borderline〉이라는 곡은 녹음되었지만, 1990년에야 B-사이드로 발매되었다. 이 중 3곡은 2009년 《Backtracks》에 수록됐다. 〈Let it Loose〉와 〈Alright Tonight〉 노래의 데모 트랙이 도난당해 발가벗겨져 최종 음반 컷에서 누락됐다.
음반에 수록된 모든 가사를 썼지만 브라이언 존슨이 작사, 작곡가로 인정받은 마지막 곡이었다(후속 음반에 수록된 모든 곡은 영 형제가 작곡했다).

## 곡 목록
모든 곡들은 앵거스 영과 맬컴 영 그리고 브라이언 존슨이 작사/작곡하였다.
| #  | 제목                                     | 재생 시간 |
| -- | ---------------------------------------- | --------- |
| 1. | 〈Heatseeker〉                           | 3:50      |
| 2. | 〈That's the Way I Wanna Rock 'n' Roll〉 | 3:45      |
| 3. | 〈Meanstreak〉                           | 4:08      |
| 4. | 〈Go Zone〉                              | 4:26      |
| 5. | 〈Kissin' Dynamite〉                     | 3:58      |

| #   | 제목                     | 재생 시간 |
| --- | ------------------------ | --------- |
| 6.  | 〈Nick of Time〉         | 4:16      |
| 7.  | 〈Some Sin for Nuthin'〉 | 4:11      |
| 8.  | 〈Ruff Stuff〉           | 4:28      |
| 9.  | 〈Two's Up〉             | 5:19      |
| 10. | 〈This Means War〉       | 4:21      |

## 인증
| 국가                       | 인증        | 판매량/출하량 |
| -------------------------- | ----------- | ------------- |
| 오스트레일리아 (ARIA)      | 3× 플래티넘 | 210,000^      |
| 핀란드 (Musiikkituottajat) | 골드        | 37,844        |
| 독일 (BVMI)                | 골드        | 250,000^      |
| 스페인 (PROMUSICAE)        | 골드        | 50,000^       |
| 영국 (BPI)                 | 골드        | 100,000^      |
| 미국 (RIAA)                | 플래티넘    | 1,000,000^    |
| ^출하량을 기반으로 한 인증 |             |               |